# FC Barcelone (beach soccer)
Maillots
La section beach soccer du Futbol Club Barcelona est un club espagnol fondé en 2011 et basé à Barcelone.

## Histoire
En 2011, le Futbol Club Barcelona annonce la création d'une nouvelle section, celle du beach soccer dont Ramiro Figueiras Amarelle devient l'entraineur-joueur pour la participation à la Coupe du monde des clubs 2011, dont le club est éliminé en quart de finale.
Pour l'édition 2012, le vétéran espagnol José Mari Bakero ainsi que le russe Egor Eremeev, qui rejoint ses coéquipiers Andreï Boukhlitski et Dmitry Shishin déjà présent la première année, se joignent à l'équipe. Celle-ci échoue encore en quart de finale. En 2013, le buteur suisse Dejan Stankovic vient porter la tunique blaugrana tandis que les russes sont retenus avec leur sélection, mais le club ne passe pas le 1er tour.

## Palmarès
- Coupe du monde des clubs
  - Vainqueur en 2015
  - Quarts de finale en 2011 et 2012
  - 1er tour en 2013

## Personnalités

### Joueurs
Joueurs passés au club :

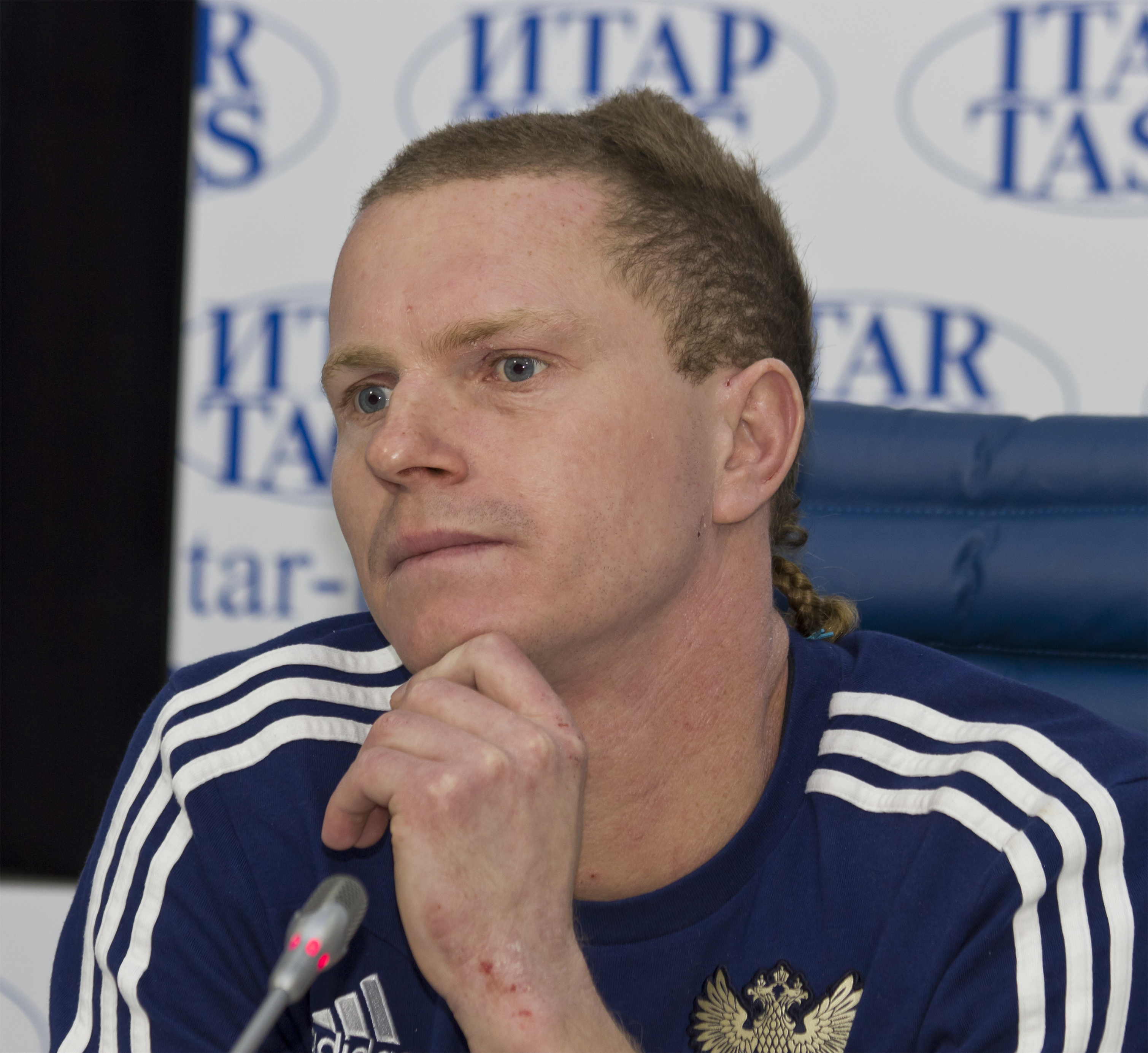
Andreï Boukhlitski

- Andreï Boukhlitski (2011-2012)
- Dmitry Shishin (2011-2012)
- Egor Eremeev (2012)
- José Mari Bakero (2012)

### Entraineurs
- Depuis 2011 :  Amarelle

### Effectif actuel
Équipe pour la Coupe du monde des clubs de beach soccer 2013 :
- 1.  Dona
- 4.  Cristian Torres
- 5.  Juanma
- 6.  Nico
- 7.  Ozu Moreira
- 9.  Dejan Stankovic
- 10.  Amarelle (entraineur)
- 11.  Phillipp Borer
- 12.  Jonathan Torohia
- 20.  Antonio Mayor